# Cephaloscyllium pictum
Cephaloscyllium pictum  (лат.) — один из видов рода головастых акул, семейство кошачьих акул (Scyliorhinidae).

## Таксономия
Изначально Cephaloscyllium pictum был описан, как Cephaloscyllium «sp. E», к которому, как известно сейчас, из-за схожести окраса относили австралийских головастых акул Cephaloscyllium signourum и Cephaloscyllium speccum. Генетические исследования показали, что Cephaloscyllium pictum отличается от австралийских видов, и в 2008 он был описан в публикации CSIRO. Видовое название pictum происходит от слова лат. pictus и означает «пёстрый». Типовой образец представлял собой взрослого самца длиной 65 см, найденного в Ломбоке (Индонезия).

## Ареал
Поскольку все образцы Cephaloscyllium pictum были обнаружены на рыбных рынках Бали и Ломбока (Индонезия), точный ареал неизвестен.

## Описание
Это акула со стройным телом, с короткой, широкой и приплюснутой головой. Морда широкая и закруглённая. Максимальная длина составляет 72 см. Большие ноздри окружены складками кожи, которые не достигают рта. Щелевидные глаза расположены высоко. Рот длинный и узкий, борозды по углам рта отсутствуют. Во рту имеются по 58—75 верхних и 59—77 нижних зубных рядов. Каждый зуб имеет по 3—5 зубца, центральный зубец длиннее латеральных. Верхние зубы видны даже тогда, когда рот закрыт. У самцов зубы длиннее, чем у самок. Четвёртая и пятая жаберные щели расположены над основанием грудных плавников и короче первых трёх.
Кончик первого спинного плавника закруглён, его основание лежит за серединой основания брюшных плавников. Грудные плавники маленькие с узкими закруглёнными кончиками и прямыми свободными каудальными отростками. Второй спинной плавник имеет почти треугольную форму, он меньше и ниже первого спинного и анального плавников. Его основание расположено позади основания анального плавника. Хвостовой плавник хорошо развитую нижнюю долю и глубокую вентральную выемку у кончика верхней лопасти. Кожа толстая, покрыта широко разбросанными плакоидными чешуйками разной формы. Каждая чешуйка имеет 1—3 гребня и зубца. Окрас тёмно-серого цвета, спину покрывают тусклые чёрные пятна седловидной формы, перемежающиеся со светлыми пятнами. Имеются чёрные полосы под глазами, над жабрами и брюшными плавниками. Брюхо бледное, покрыто многочисленными серыми пятнышками, морда усеяна чёрными и белыми крапинками. Граница между окрасом спины и брюха неправильной формы, но резкая.

## Биология и экология
Половая зрелость наступает при длине 58 см. Подобно прочим головастым акулам австралийские головастые акулы способны накачиваться водой или воздухом, будучи вытащенными из воды, и раздуваться в случае опасности; таким способом они расклиниваются в щелях, не позволяя себя схватить, и даже отпугивают хищника.